# Merlene Ottey
Merlene Ottey (Parròquia de Hanover, Jamaica, 10 de maig de 1960) és una atleta eslovena d'origen jamaicà, especialitzada en els 100 i 200 metres llisos.
Ostenta la sisena millor marca mundial de 100 m., en categoria femenina, amb un registre de 10,74 segons, i el tercer millor temps de 200 m femenins amb un cronòmetre de 21,64 segons. Des de 2002 competeix per Eslovènia, país on resideix, tot i que les vuit medalles olímpiques i les catorze en campionats del món les aconseguí representant a Jamaica.
El 1990 va ser escollida atleta femenina de l'any per la IAAF.

## Biografia
Nascuda el 10 de maig de 1960 al municipi jamaicà de Hanover, l'any 1979 va rebre una beca per estudiar i competir a la Universitat de Nebraska, als Estats Units. Aquell mateix any participà en la seva primera competició internacional, els Jocs Panamericans de San Juan de Puerto Rico, on guanyà dues medalles. Als Jocs Olímpics de Moscou 1980 es va convertir en la primera dona jamaicana en guanyar una medalla olímpica en ser bronze als 200 metres llisos.
Fou una de les grans velocistes dels anys 80 i 90, i fou coneguda perquè, tot i arribà com a favorita a les grans competicions, quasi sempre s'havia de conformar amb medalles d'argent o de bronze. És per això que se la va conèixer com a "Miss Bronze". Per exemple, en el Campionat del Món de Tòquio 1991 hi arribà imbatuda en els 100 m. des de setembre de 1988 i en els 200 m. des de maig de 1989. Això no obstant, a Tòquio fou derrotada en ambdues proves per l'alemanya Katrin Krabbe. També als Jocs Olímpics de Barcelona 1992 era la favorita a ambdues proves, i al final només va poder ser cinquena en els 100 m. i tercera en els 200 m.
Ha participat en set edicions dels Jocs Olímpics, en els quals ha guanyat vuit medalles: tres d'argent i cinc de bronze, però mai cap d'or. La seva primera medalla d'or en un gran campionat arribà al Campionat del Món de Tòquio 1991, quan va guanyar l'or amb l'equip jamaicà de relleus 4 x 100 metres. A nivell individual, el seu primer or fou en 200 m. al Campionat del Món de Stuttgart 1993, triomf que repetiria dos anys després a Göteborg 1995.
Un altre fet destacable d'Ottey és la seva extraordinàriament dilatada vida esportiva. Als Jocs Olímpics de Sidney 2000 ja havia complert els quaranta anys, i guanyà una medalla d'argent als relleus 4 x 100 m. i fou quarta a la final de 100 m. Després dels Jocs de Sidney va tenir un greu enfrontament amb la Federació d'Atletisme Amateur de Jamaica (JAAA) que la va dur a canviar-se de nacionalitat, i de fet participà amb Eslovènia als Jocs Olímpics d'Atenes 2004 i al Campionat d'Europa de Göteborg 2006, on amb 46 anys fou semifinalista dels 100 metres llisos.
Ha estat quatre temporades líder mundial de l'any en els 100 m. (1990, 1991, 1992 i 1996), i tres vegades en els 200 m. (1990, 1991 i 1993).

## Millors marques
Actualitzat a 17 de setembre de 2010
| Disciplina | Temps | Vent     | Data                   | Lloc        |
| ---------- | ----- | -------- | ---------------------- | ----------- |
| 100 m.     | 10.74 | +1.3 m/s | 7 de setembre de 1996  | Milà        |
| 200 m.     | 21.64 | +0.8 m/s | 13 de setembre de 1991 | Brussel·les |